# Wirtschaftsrat (Römische Kurie)
Der Wirtschaftsrat (italienisch Consiglio per l’economia, lateinisch Consilium de Rebus oeconomicis) ist eine Einrichtung der Römischen Kurie der römisch-katholischen Kirche. Er wurde von Papst Franziskus mit dem Apostolischen Schreiben Fidelis dispensator et prudens vom 24. Februar 2014 als Teil einer neuen Koordinierungsstelle für die wirtschaftlichen und administrativen Angelegenheiten des Heiligen Stuhls und des Staates der Vatikanstadt eingeführt. Bestandteil seiner Anordnung war auch die Errichtung eines Wirtschaftssekretariats und die Ernennung eines Generalrevisors. Die heutige Festlegung seiner Aufgaben und Kompetenzen ist in der seit Pfingsten 2022 geltenden Apostolischen Konstitution Praedicate Evangelium geregelt.

## Zuständigkeit
Der Wirtschaftsrat hat die Aufgabe bekommen, „die Durchführung der wirtschaftlichen Angelegenheiten aufmerksam zu verfolgen und über die Strukturen und die administrativen und finanziellen Aktivitäten der Dikasterien der Römischen Kurie, der mit dem Heiligen Stuhl verbundenen Einrichtungen und des Staates der Vatikanstadt zu wachen.“ Der Rat ist demnach ausdrücklich nicht nur als Berater des zentralen Wirtschaftssekretariats gedacht, sondern ein eigenständiges Organ zur Kontrolle der gesamten Kirchenverwaltung in Rom. Er ersetzte den bisherigen 15-köpfigen „Kardinalsrat für Wirtschafts- und Finanzfragen“.

## Zusammensetzung
Das Gremium besteht aus 15 Personen, davon acht Kardinäle oder Bischöfe und sieben Laien mit Finanzkompetenz und anerkannter Professionalität. Seine Mitglieder werden für fünf Jahre berufen und sollen so ausgewählt werden, dass der Rat repräsentativ für die weltweite Kirche ist. Geleitet wird der Rat von einem Kardinal-Koordinator. Papst Franziskus betonte, dass die Laien Vollmitglieder des Rates sind, gleichberechtigt mit den Geistlichen.

### Mitglieder der ersten Amtsperiode (ab 2014)
Die Mitglieder der ersten Amtsperiode wurden am 8. März 2014 benannt. Sechs Kardinäle des neuen Rates waren Mitglieder des früheren Gremiums. Kardinal George Pell war bis zu seiner Amtsenthebung am 24. Februar 2019 zugleich erster Leiter des Wirtschaftssekretariats.
Geistliche
- Reinhard Marx (* 1953), Erzbischof von München und Freising, Deutschland; Kardinal-Koordinator
- Juan Luis Cipriani Thorne (* 1943), Erzbischof von Lima, Peru; 2019 als Erzbischof emeritiert
- Daniel N. DiNardo (* 1949), Erzbischof von Galveston-Houston, USA
- Wilfrid Fox Napier (* 1941), Erzbischof von Durban, Südafrika
- Jean-Pierre Ricard (* 1944), Erzbischof von Bordeaux, Frankreich; 2019 als Erzbischof emeritiert
- Norberto Rivera Carrera (* 1942), Erzbischof von Mexiko-Stadt, Mexiko; 2017 als Erzbischof emeritiert
- John Tong Hon (* 1939), Erzbischof von Hongkong, Volksrepublik China; 2017 als Erzbischof emeritiert
- Agostino Vallini (* 1940), Kardinalsvikar der Diözese Rom; 2017 altersbedingter Rücktritt

Laien
- Joseph F.X. Zahra (* 1955), Malta, Vize-Koordinator; Wirtschaftswissenschaftler, ehemaliger Direktor der Bank Ċentrali ta’ Malta
- Jean-Baptiste de Franssu (* 1963), Frankreich, Wirtschaftswissenschaftler und seit dem 9. Juli 2014 Präsident des Aufsichtsrats des Istituto per le Opere di Religione
- John Kyle (* 1943), Kanada; ehemaliger Vizepräsident von Imperial Oil, ehemaliges Mitglied des internationalen Prüferbeirats der Präfektur für die ökonomischen Angelegenheiten des Heiligen Stuhls
- Enrique Llano Cueto (* 1954), Spanien; Ökonom
- Jochen Messemer (* 1966), Deutschland
- Francesco Vermiglio (* 1943), Italien; Wirtschaftswissenschaftler an der Universität Messina
- George Yeo (* 1954), Singapur

### Mitglieder der zweiten Amtsperiode (ab 2020)
Am 6. August 2020 benannte Papst Franziskus die Mitglieder der zweiten Amtsperiode. Sechs der sieben Laien sind nun Frauen, alle sieben kommen aus Europa. Für den mit Vollendung des 80. Lebensjahres ausgeschiedenen Wilfrid Fox Napier ernannte Papst Franziskus am 4. Januar 2022 den chaldäischen Patriarchen von Babylon, Louis Raphaël I. Sako.
Geistliche
- Reinhard Marx (* 1953), Erzbischof von München und Freising, Deutschland; Kardinal-Koordinator
- Péter Erdő (* 1952), Erzbischof von Esztergom-Budapest, Kardinal, Ungarn
- Giuseppe Petrocchi (* 1948), Erzbischof von L’Aquila, Kardinal, Italien
- Odilo Pedro Scherer (* 1949), Erzbischof von São Paulo, Kardinal, Brasilien
- Gérald Cyprien Lacroix (* 1957), Erzbischof von Québec, Kardinal, Kanada
- Joseph William Tobin (* 1952), Erzbischof von Newark, Kardinal, Vereinigte Staaten
- Anders Arborelius (* 1949), Bischof von Stockholm, Kardinal, Schweden
- Louis Raphaël I. Sako (* 1948), Kardinal, chaldäischer Patriarch von Babylon (seit Januar 2022)

Laien
- Alberto Minali (* 1965), Italien; ehemaliger Generaldirektor in der Assicurazioni Generali und Leiter des Investitionsbereichs der Eurizon-Gruppe sowie ehemaliger Chief Executive Officer der Cattolica Assicurazioni
- Eva Castillo Sanz (* 1962), Spanien, Verwaltungsrat von Bankia S.A., im Verwaltungsrat von Zardoya Otis S.A. und im Verwaltungsrat von Fundación Comillas-ICAI und Fundación Entreculturas
- Leslie Jane Ferrar (* 1955), Vereinigtes Königreich; ehemalige Schatzmeisterin von Charles, Prince of Wales; derzeit Kommandantin des Victorian Royal Order
- Ruth Maria Kelly (* 1968), Vereinigtes Königreich; ehemalige Ministerin in den Regierungen von Tony Blair und Gordon Brown; derzeit Pro-Vizerektorin für Forschung und Unternehmen an der St. Mary’s University in London
- Marija Kolak (* 1970), Deutschland, Präsidentin des Bundesverbandes der Deutschen Volksbanken und Raiffeisenbanken
- Charlotte Kreuter-Kirchhof (* 1970), Deutschland; Professorin für Deutsches und Ausländisches Öffentliches Recht an der Heinrich-Heine-Universität Düsseldorf und Vorsitzende des Hildegardis-Vereins, seit 25. Oktober 2021 Vize-Koordinatorin[10]
- María Concepción Osácar Garaicoechea (* 1947), Spanien, Gründungspartnerin der Azora Group und Vorsitzende des Verwaltungsrates von Azora Capital und Azora Gestion, SGIIC.